# Au pays des chasseurs de têtes
Pour plus de détails, voir Fiche technique et Distribution.

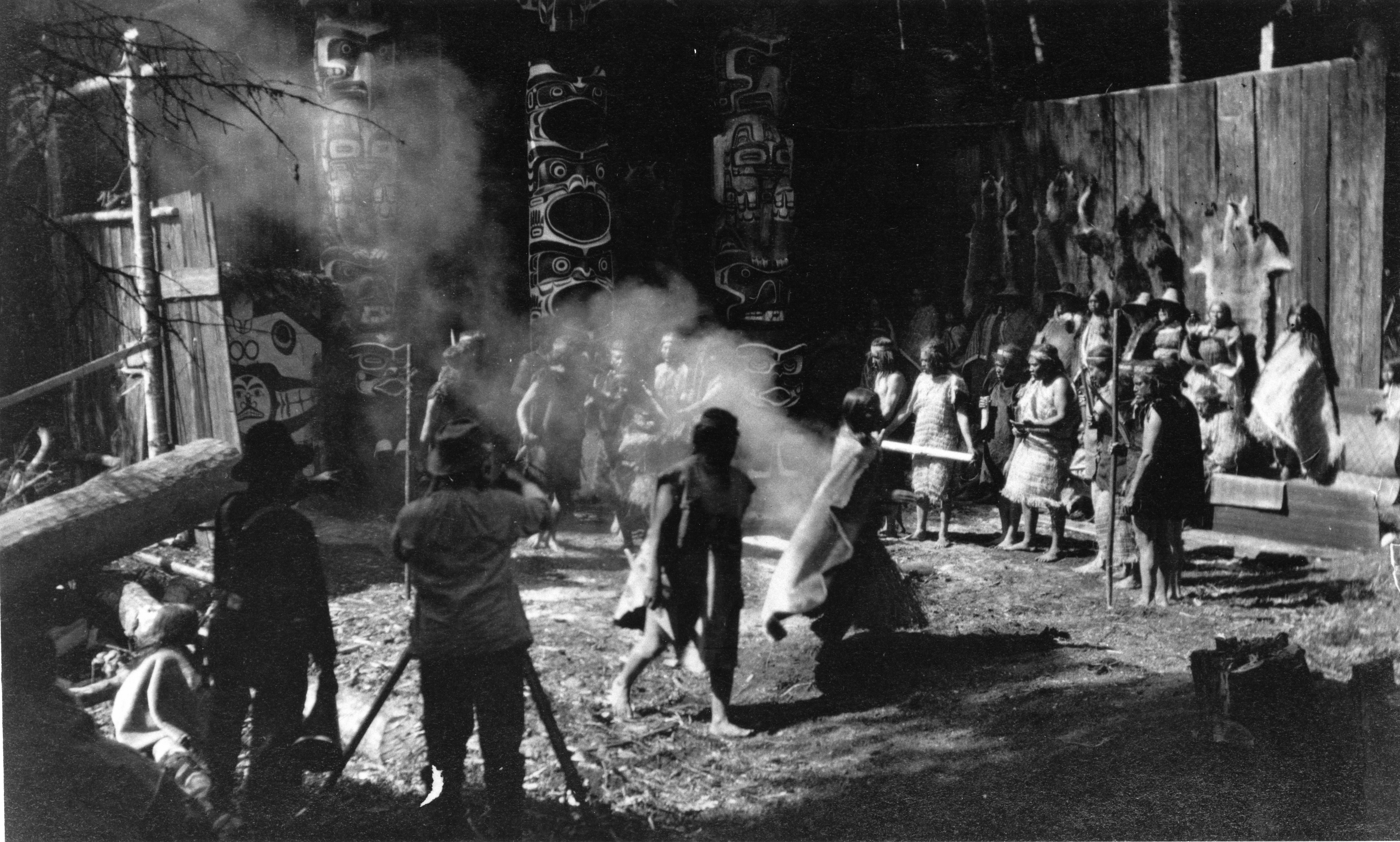
George Hunt (tenant un mégaphone), Edward S. Curtiset des acteurs pendant le tournage.

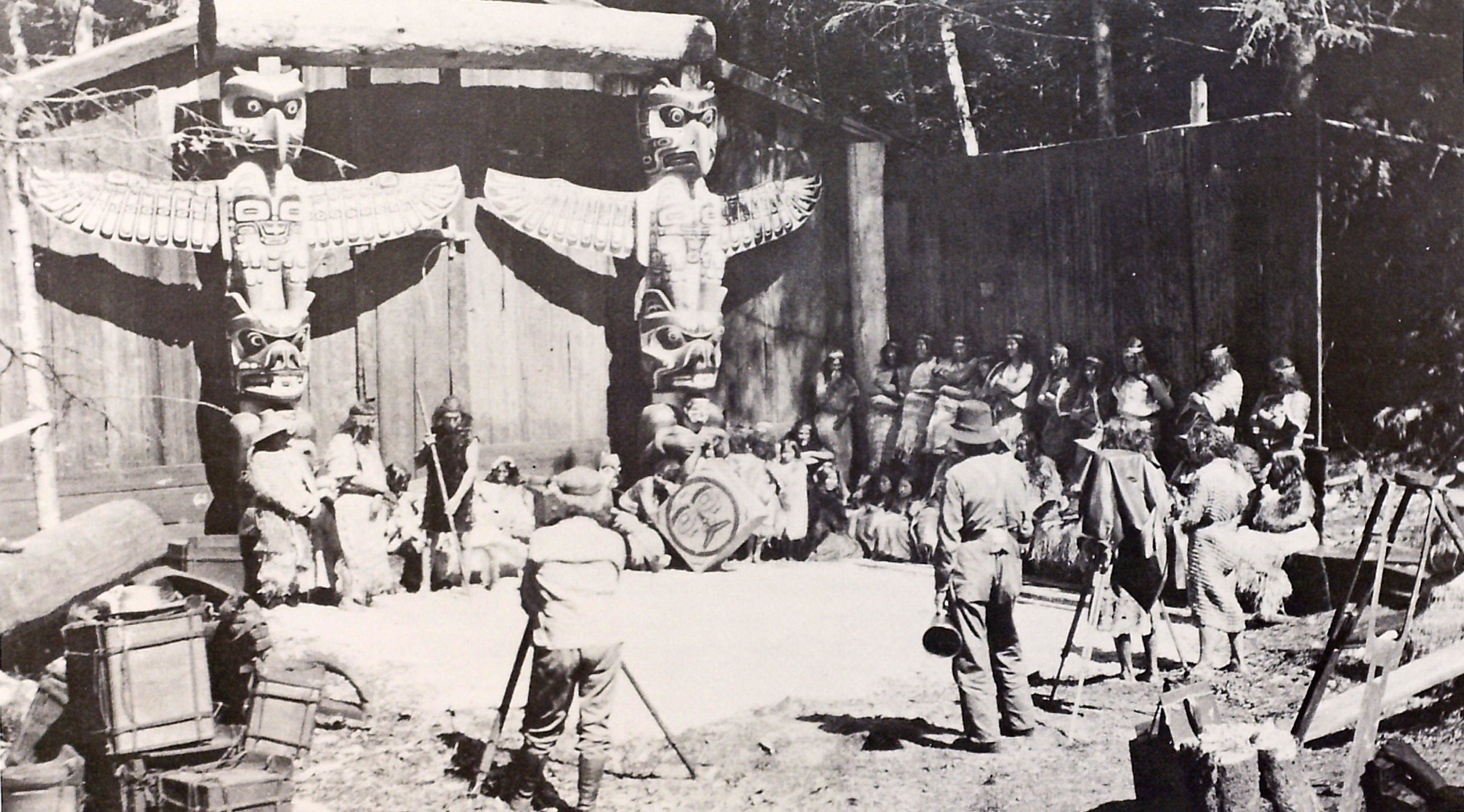
Une autre photo du tournage.

Au pays des chasseurs de têtes (titre original : In the Land of the Head Hunters : A Drama of Primitive of the Shores of the North Pacific) est un docufiction muet coproduit par le Canada et les États-Unis et sorti en 1914. 
Réalisé par le photographe ethnologue Edward Sheriff Curtis (1868-1952), le film met en scène, par le biais d'une épopée romanesque, l'existence des Indiens Kwakiutl de la province de la Colombie-Britannique (Canada). 
En 1974, une version incomplète du film avait été distribuée sous le titre In the Land of the War Canoes (durée : 47 minutes). Au cours de la dernière décennie, des bobines et photos manquantes ont pu être rassemblées par les chercheurs. Le Musée Field d'Histoire Naturelle (Chicago) et l'UCLA ont donc pu restituer la version primitive dans sa quasi-totalité (durée : 67 minutes). À l'origine, le film est constitué de 6 bobines, chiffre considérable pour l'époque.

## Synopsis
Motana, fils d'un chef Indien, quitte les siens pour acquérir une puissance surnaturelle. Lors de son sommeil, il ne cesse pourtant pas de rêver à la belle Naïda. Il se promet de l'épouser à son retour. Cependant, la jeune femme est également convoitée par un féroce sorcier qui règne sur les chasseurs de têtes. Effrayé par ses maléfices, Waket, père de Naïda, lui a réservé sa fille. Une atroce guerre tribale s'annonce...

## Fiche technique
- Titre original : In the Land of the Head Hunters : A Drama of Primitive of the Shores of the North Pacific
- Réalisation et scénario : Edward Sheriff Curtis
- Production : Seattle Film Company
- Photographie : Edmund August Schwinke
- Format : Noir et blanc
- Son : Muet
- Musique originale : John J. Braham
- Distribution : World Film Corporation
- Restauration de 2013 :
- Composition musicale de Rodolphe Burger
- Interprétation : Ensemble Turning Point en collaboration avec le Vancouver Film Orchestra
- Enregistrement et mixage : Vince Renaud
- Durée : 67 minutes
- Pays de production :  Canada,  États-Unis
- Date de sortie : 1914

## Distribution
- Stanley Hunt : Motana
- Margaret (Maggie) Wilson Frank : Naïda
- Sarah Constance Smith Hunt, Madame David Hunt, Madame Mungo Martin : Naïda et une danseuse Na'nalalat
- Madame George Walkus : Naïda et la fille du sorcier
- Balutsa : Waket, Yaklus et un membre du village de Motana
- Kwagwanu : Le Sorcier
- Paddy'Malid : Kenada

## Autour du film
Edward Sheriff Curtis, auteur de In the Land of the Head Hunters, est considéré comme l'un des plus grands photographes ethnologues des Amérindiens. Il voulut, sa vie durant, conserver trace de chaque étape de la vie des tribus indiennes dans leur condition primitive et leur environnement et à travers leurs manifestations culturelles : artisanat, jeux, cérémonies et cultes. Il projeta l'édition d'une encyclopédie photographique intitulée The North American Indian. Ainsi, entre 1896 et 1930, Curtis va produire et publier 2 228 photogravures sur quelque 80 peuples amérindiens. Cette œuvre gigantesque sera rassemblée dans un ensemble de 20 volumes.
« Edward S. Curtis réalise sa vaste saga pictorialiste du monde amérindien dans le contexte des politiques assimilationnistes menées par le gouvernement fédéral » à travers l' Indian Appropriations Act (en) (1871), aggravée par le Dawes Act de 1887, jusqu'à l'abrogation de cette dernière en 1934.
Toutefois, Curtis cherche dans ses clichés à dissimuler les tentatives de déculturation. « Pour cette raison, on lui doit une photographie extrêmement construite et parfois lourdement scénarisée, traversée par un puissant imaginaire. Ses multiples stratégies de pose, de mise en scène et d'accessoirisations le placent en effet du côté des pratiques photographiques dites "mixtes", "créatives" ou "interventionnistes" », écrit Mathilde Arrivé. Paradoxalement, son travail sera, à maintes reprises, estimé en fonction de son degré de précision ethnographique.
« Pourtant, si vérité il y a, celle-ci réside moins dans une quelconque pureté culturelle, authenticité photographique ou véracité ethnologique que dans la conformité des photographes aux "images-modèles" et aux motifs canoniques de l'imaginaire primitiviste. Que l'on ne s'y trompe pas, si Curtis est moins conforme à la chose, c'est selon lui pour être toujours plus fidèle à l'Idée », poursuit Mathilde Arrivé. Un commentaire de l'époque, datant de 1908, énonce ceci : « Ce M. Edward Curtis de Seattle est plus qu'un photographe, au sens ordinaire du mot. C'est un artiste, et non des moindres, qui a accompli bien plus avec son appareil photographique que ce que Remington a réalisé avec son crayon, ou ce que Russell - ce génie immense bien que fruste - a produit avec ses pinceaux. »
S'agissant du film In the Land of the Head Hunters, l'ambition de Curtis fut de toucher, avant tout, un public populaire. Le film est donc basé sur un scénario archétypal : un récit d'initiation et d'apprentissage, d'épreuves et de dangers surmontés, un mariage impossible, un désir de vengeance, une guerre entre clans... Le film, très distinctif des productions du même genre, est une combinaison d'éléments fictionnels et non-fictionnels. Il déroule des événements historiques passés et présents des tribus Kwakiult, originaires de l'île de Vancouver au Canada. Curtis considérait que ce peuple possédait la tradition artistique la plus accomplie et c'est ainsi qu'il détermina son choix. Rappelons que l'anthropologue français Claude Lévi-Strauss étudia la mythologie des Kwakiult dans son ouvrage La Voie des masques (Plon, 1979) et signala, par ailleurs, lors du 60e anniversaire de l'UNESCO en 2005, les risques de disparition d'une culture et d'une langue, désormais parlée par quelque 200 personnes.  
Si le film d'Edward S. Curtis rend compte avec exactitude de certains aspects de la culture Kwakiult, il s'éloigne, à des fins dramaturgiques, de certaines vérités historiques. Ainsi, les habitations en bois, les vêtements en écorce de cèdre et les pirogues massives apparaissant dans le film n'ont guère plus cours en 1914. De même, la chasse aux têtes, les rituels de sorcellerie et le traitement des reliques humaines reflètent des pratiques ancestrales depuis longtemps abandonnées. Enfin, Curtis attribue faussement certains usages, comme la pêche à la baleine, aux tribus Kwakiult.
Ces remarques n'ôtent rien à la valeur du film. In the Land of the Head Hunters reste, pour l'époque, un document d'une étonnante modernité. Pour la première fois, un film avec des Indiens ne comporte pas d'intrigue les mettant en confrontation avec les colons : il s'agit d'une œuvre entièrement jouée par une communauté indienne. En outre, Curtis demande aux Indiens Kwakiult d'interpréter le rôle de leurs ancêtres, en réinventant leur propre histoire et en renouant avec des traditions culturelles révolues. Et ceci, dans le contexte d'une loi canadienne promulguée en 1884, la "Potlatch Prohibition", interdisant aux tribus indiennes la pratique des cérémonies et des rituels et dont l'objectif officiel est d'accélérer leur intégration. Sur le plan technique, le film d'Edward S. Curtis surprend également : « non seulement de par la qualité et l'originalité du mode de production (tournage en extérieurs, équipe non-professionnelle), mais aussi de par la façon dont toute sa campagne promotionnelle cherche à en faire un objet unique et "authentique". » Il faut louer aussi le séquençage de l'œuvre effectuée par Curtis, démontrant sa maîtrise des principes de continuité narrative.